# Двойная жизнь Вероники
«Двойная жизнь Вероники» (фр. La Double Vie De Veronique, пол. Podwójne życie Weroniki) — двуязычный кинофильм польского режиссёра Кшиштофа Кесьлёвского. Он состоит из двух частей неравной продолжительности: действие первой трети фильма разворачивается в Польше с девушкой по имени Вероника, а всё последующее происходит после смерти Вероники во Франции с другой девушкой, Вероник. Обеих героинь сыграла Ирен Жакоб, за эту двойную роль названная лучшей актрисой на Каннском фестивале 1991 года. Двойничество девушек представлено не только на уровне повествовательных приёмов и связок, но и на уровне кинематографической образности и музыкальных мотивов. Многие воспринимают «Двойную жизнь…» как многоуровневую притчу, однако в подробностях интерпретации фильма сильно разнятся. Сам режиссёр определил предмет фильма как «царство суеверий, ворожбы, предчувствий, грёз — того, что составляет внутреннюю жизнь личности и что сложнее всего запечатлеть на плёнку».

## Сюжет
Вероника — молодая девушка из Кракова и талантливая певица. В преддверии своего первого настоящего концерта она начинает испытывать боли в груди. Незадолго до этого на центральной площади Кракова ей мерещится двойник — французская туристка. Из разговора с отцом мы узнаём, что Веронике всегда казалось, что она не одна в этом мире. Пытаясь взять при исполнении начала второй песни Дантова «Рая» во время концерта особенно высокую ноту, девушка на глазах всего зрительного зала падает на сцену и умирает от сердечного приступа.
В этот самый момент французская туристка, которую зовут Вероник, занимается любовью в своём родном Париже. На неё неожиданно находит чувство смертельной тоски, которую она не в состоянии себе объяснить. Подобно своей польской тёзке, она выросла без матери, тоже хочет стать профессиональной певицей и её посещает чувство, что она одновременно пребывает в двух местах.
В отличие от польской Вероники, французской девушке удаётся избежать эмоционального перенапряжения, вовремя прекратив занятия музыкой. Неясный внутренний сигнал оказывается пророческим: кардиолог позднее сообщает ей, что у неё слабое сердце. Тем временем девушка начинает получать таинственные послания от неизвестного поклонника. Расшифровка этих знаков приводит её к Александру — кукольнику, который пишет книги для детей.
Александр объясняет Вероник, что с её помощью хотел поставить «психологический эксперимент» для своей новой книги. Его занимал вопрос, сможет ли она расшифровать оставленные им послания и вычислить его местонахождение. Девушка, чувствуя себя использованной, убегает от него и снимает номер в гостинице. В фойе её настигает Александр. Ночь они проводят в одном номере.
Когда Александр признаётся Вероник в любви, ей начинает казаться, что он и есть тот, близость с кем она ощущала на протяжении всей жизни… Поутру Александр рассказывает Вероник историю под названием «Двойная жизнь». Со слов кукольника, у задействованной в его спектакле куклы имеется «резервный» двойник, который вступит в действие при повреждении оригинала.
Повинуясь внезапно возникшему импульсу, девушка отправляется в пригород, где живёт её отец. В последних кадрах американской версии фильма она показана обнимающей отца со счастливой улыбкой на лице. Финал европейской версии более герметичен: Вероник останавливает машину у дома отца и прикасается рукой к дереву. Отец, работающий в доме на токарном станке, словно почувствовав её близость, приподнимает голову и прислушивается.

## Вариативность сюжета
Во время работы над фильмами Кесьлёвского больше всего занимал процесс монтажа. Агнешка Холланд вспоминает, что он смонтировал 27 версий «Двойной жизни…»; монтажёр Жак Витта говорит о 17 версиях. В одних сюжет был чётко выявлен, в других он был сознательно затемнён. В одной из версий от сюжета ответвлялась побочная линия, в которой Вероник соглашается сыграть любовницу мужа своей подруги во время предстоящего слушания о её разводе. В других вариантах эта сюжетная линия отсутствовала вовсе; в окончательной версии фильма от неё сохранилась одна сцена. Кинообозреватель газеты The Independent Джонатан Ромни подчёркивает, насколько важно сознавать, что та «Двойная жизнь…», которую мы видим сегодня, — лишь одна из множества смонтированных версий. Потому ей присущ оттенок незавершённости, тонкий баланс временного и случайного, который сообщает фильму нечто таинственное и спасает его от пафосной монументальности трилогии Кесьлёвского «Три цвета» (1992—1994).

Финал фильма должен был, по мысли режиссёра, оставаться достаточно открытым, дабы не нарушать ощущение зыбкости и недоговорённости, свойственное рассказу в целом. Как следует из первоначального сценария (он был опубликован в 1990 году), последняя сцена фильма виделась Кесьлёвскому как выход за пределы узкого мирка мистических переживаний главной героини. Камера, установленная за стеклом, в вечерних сумерках, должна была запечатлеть Вероник и Александра в квартире, а затем показать соседние освещённые окна, за которыми люди занимались бы своими повседневными делами; дальнейшее продвижение камеры впускало бы в кадр всё новые дома и улицы. Это решение финала придавало всему фильму метафорический налёт, представляя его в виде притчи о вариативности человеческой судьбы и судеб. 
Режиссёр в конечном счёте остановил свой выбор на варианте финала, подсказанном ему оператором Славомиром Идзяком, а для американской премьеры добавил к нему более оптимистическую и «проговоренную» концовку. Впрочем, и эта сцена была снята камерой из-за стеклянной преграды, как бы задваивая персонажей. Финансовые затруднения не позволили Кесьлёвскому реализовать в этом фильме постмодернистский трюк с несколькими вариантами концовки, которые варьировались бы от кинотеатра к кинотеатру, заостряя внимание на бесконечной ветвистости древа судьбы. В одном кинотеатре фильм планировалось окончить той сценой, которая в окончательном варианте стала предпоследней: кукольник рассказывает Вероник историю о двух таинственно сочленённых жизнях, в одной из которых она угадывает собственную. При другом раскладе Вероник повторно отправлялась в Краков, случайно попадаясь на глаза молодой певице, внешне схожей и с нею и с польской Вероникой, тем самым расширяя тему двойничества до «тройничества» и намекая на её потенциальную многодонность.

## Тема двойничества
Тема двойничества имеет истоки в литературе эпохи романтизма, в произведениях таких авторов, как Гофман и Достоевский. Довольно часто двойник, или допельгангер, представляет оборотную сторону персонажа («доктор Джекил и мистер Хайд»), а в психоанализе ассоциируется с вытесненными из сознания, «запретными» импульсами и желаниями. Иногда, как в «Вильяме Вильсоне», появление двойника таит в себе зародыш гибели героя; иногда, как у Достоевского, двойник буквально вытесняет «оригинал» из его жизни и подменяет его собой.
В кино тема мистического двойничества затрагивалась преимущественно в экранизациях литературных произведений, возможно оттого, что кино исторически стремилось к большему реализму экранной действительности, в то время как тема двойничества предполагает некоторые «потусторонние» допущения вроде переселения душ и существования между людьми телепатических связей. Чаще других обращались к этой теме экспрессионисты — одним из первых фильмов ужасов считается немецкий фильм «Пражский студент» (1913).
Мистические душевные связи и «обмен личностями» между двумя женщинами — тема фильма Ингмара Бергмана «Персона» (1966), который он считал одним из центральных в своём творчестве. Впоследствии к этой теме обращались и американские кинематографисты — в частности, Роберт Олтмен в «Трёх женщинах» (1977) и Дэвид Линч в «Малхолланд Драйве» (2001).

## Контрапункт двух жизней
Двух незнакомых друг с другом героинь фильма соединяет множество невидимых для них самих ниточек:
- Шарики из прозрачной пластмассы со звёздочками внутри, которые обе Вероники носят в карманах и через которые они всматриваются в окружающий мир. Когда Вероник подносит шарик к глазу — в нём возникают образы краковской архитектуры, как бы явившиеся из жизни её польской тёзки. Возникновение этого образного ряда связано, вероятно, с тем, что режиссёр, по воспоминаниям членов съёмочной группы, имел привычку разглядывать сцену через призму стакана с чаем или бутылки с минеральной водой[5].
- На «польском» вокзале Сен-Лазар Вероник провожает неодобрительным взглядом та самая женщина, которая осталась недовольной выступлением её польской тёзки на экзамене. Помимо «дамы с недобрым взглядом» (так она названа в сценарии), в одном из парижских эпизодов должен был появиться и виденный в Кракове «мужчина в сером пальто с меховым воротником», но сцену с его участием вырезали[5].
- Шнурок — зримый образ кардиограммы и намёк на сердечный недуг обеих Вероник (на этот символизм указывает сам режиссёр)[6]. С этим образом рифмуются плёнка и волочащийся по полу шарф.
- Обеим попадается шаркающая сгорбленная старушонка — вероятно, символ бренности бытия.
- Обе девушки падают на бегу — в первом случае, на Рыночной площади Кракова, это падение предвещает скорую смерть Вероники.
- Обе Вероники останавливаются в разных гостиницах в номере 287.

О вы, которые в челне зыбучем,

Желая слушать, плыли по волнам

Вослед за кораблём моим певучим,

Поворотите к вашим берегам!

Не доверяйтесь водному простору!

Как бы, отстав, не потеряться вам!

Здесь не бывал никто по эту пору:

Минерва веет, правит Аполлон,

Медведиц — Музы указуют взору…

Сдвоенность девушек подчёркивает проходящий через весь фильм красной нитью пронзительный музыкальный мотив. Это та мелодия, исполнение которой на концерте становится роковым для Вероники. Её сердце сдаёт в тот самый момент, когда она пытается взять высокую ноту, причём в тексте песни содержится предостережение против душевного путешествия в неизведанные края. У Данте речь идёт об отправлении в мир иной: «врождённое и вечное томленье по Божьем царстве мчало наш полёт…» («Рай», II, 19—20). Позднее Вероник объясняет своим ученикам, что музыка принадлежит «недавно переоткрытому» голландскому композитору по имени ван ден Буденмайер и выводит на доске годы его жизни — «1755—1803». В действительности это псевдоним давно сотрудничавшего с Кесьлёвским композитора З. Прайснера; имя ван Буденмайера упоминается и в его предыдущем кинопроекте — «Декалоге». Эта же музыка звучит в финальной сцене фильма и на кассете, которую Александр записал на вокзале и прислал Вероник в ходе их игры в «кошки-мышки».
На протяжении всего фильма камера верно следует сначала за одной, потом — за другой героиней, практически не оставляя их ни на минуту. Только в последней сцене фильма мы видим отца за токарным станком раньше, чем его увидит Вероник. Однако в ткань повествования вплетены и такие, словно преломлённые в дымчатом стекле и застывшие навечно моменты, которые, кажется, видятся кому-то другому. Уже в начальных титрах мелькает искажённая сцена движения Вероники по краковской площади перед встречей с двойником. Когда Вероник получает загадочный звонок по телефону (как выясняется, от Александра), экран на пару секунд заполняет алый свет (по мнению одного из критиков, «околоплодная жидкость»), в котором тускло различимы последние секунды жизни Вероники. Идзяк вспоминает, что в одной из версий концовки камера останавливалась на стеклянном глазе куклы Вероники, в котором мерцали кадры из жизни её «оригинала».

## Кинематография
Некоторые зрители «Двойной жизни» жалуются на предельную «манерность» операторской работы Славомира Идзяка, которая подчас отвлекает от действия. В продолжение экспериментов, начатых при съёмках «Декалога», Идзяк стилизовал «картинку» в своеобразной цветовой гамме с преобладанием золотистых оттенков. Сам режиссёр объяснял использование цветовых фильтров необходимостью сбалансировать холодную серость городских декораций, в которых снимался фильм. Фильтры придают «картинке» смазанность, расплывчатость, призрачность сновидения. В тёплых «осенних» красках преломляются особенности мировосприятия главных героинь, а выбранная цветовая гамма придаёт ленте ощущение теплоты и интимности — под стать режиссёрской задаче предельного проникновения в личную жизнь обеих девушек.
Цветовая гамма на протяжении всего фильма неоднородна. Так, буроватые цвета польской осени в первой трети фильма на порядок мрачнее французских сцен, насыщенных солнечным светом Средиземноморья (снимались в Клермон-Ферране). Повседневные сцены контрастируют с кульминационными сценами в концертных залах — смерть Вероники, возрождение умершей балерины в виде прекрасной лепидоптеры. Эти две сцены построены на почти угрожающем сочетании чёрного с мерцающим зеленоватым светом рампы, внося тревожную ноту близости чего-то потустороннего.
Во многих сценах камеру и предмет разделяет стеклянная преграда, будь то окно или стеклянная дверь, в результате чего мир предстаёт преломлённым под неожиданным углом, предметы — странно искажёнными, экранные пространства множатся, у «картинки» возникает «второе дно». В самом начале фильма такой эффект достигается съёмками через лупу, в которую юная Вероник разглядывает листок. Затем функцию «магического кристалла» берёт на себя детская игрушка обеих Вероник — силиконовый шарик со звёздочками. К таким пространственным искажениям — неожиданные ракурсы, зеркально отражённые или перевёрнутые на 180° образы — Кесьлёвский прибегает и в последующих своих работах.

## Реакция
«Двойная жизнь Вероники» — первый международный проект Кесьлёвского, снимавшийся не только и не столько в Польше, сколько за её пределами. Премьера кинокартины состоялась на Каннском кинофестивале 1991 года. Критики были в восторге. Кинообозреватель The Financial Times назвал Кесьлёвского гипнотизёром, который способен заворожить аудиторию даже фильмом с бестолковой фабулой — «да так, как не завораживал ни один европейский фильм последнего времени». Джорджия Браун заключила свою восторженную рецензию в Village Voice её сравнением с натужным менуэтом, исполненным ею на почве той эйфории, которую вызвал у неё просмотр «Двойной жизни…».
Польские рецензенты, возбуждённые сломом социалистического строя в Восточной Европе, восприняли «Двойную жизнь…» более настороженно, как шаг Кесьлёвского от социальной проблематики его предыдущих картин в сторону «безответственного» арт-хауса и «поверхностной метафизики». На смену жёстко реалистичному изображению повседневных реалий пришли экзистенциальные загадки. Видный специалист по польскому кино, Пол Коутс, обвинил Кесьлёвского в том, что он, подобно своей героине, растрачивает попусту данный ему талант. Он также отметил, что, несмотря на виртуозность и все его красоты, фильм оставляет по себе ощущение «немощного украшательства».
За пределами Польши новый фильм Кесьлёвского идеально вписался в стереотип европейского арт-хауса замедленным темпом действия, стилизованной кинематографией, обилием самоцитат и возможностью различных интерпретаций происходящего на экране. Гейлин Стадлар (профессор киноискусства в Мичиганском университете) воспринимает «Двойную жизнь» как занавес классического европейского арт-хауса, в котором характеристики фильмов Рене и Бергмана сгущены до пародийного звучания. Марек Хальтоф сравнивает поздние работы Кесьлёвского со спагетти-вестернами Серджо Леоне, в которых нагнетание примет соответствующего жанра (вестерна) создавало эффект сознательного маньеризма на грани пародии.
Дальнейшее усиление этих черт в фильмах большой трилогии Кесьлёвского («Три цвета», 1992-94) привело к её отторжению такими киноведами, как Мариола Янкун-Допартова. Она заклеймила поздние фильмы Кесьлёвского как китчевый пастиш, наполненный психологическими и экзистенциальными несообразностями, хотя и создающий обманчивое впечатление глубины. Фильмы трилогии продолжают заданный «Двойной жизнью…» вектор в плане как тематики (вариативность судьбы, всевластие случая) и повествовательных приёмов (многочисленные рефрены, симметрии, контрапункты и параллелизмы), так и чисто формальных особенностей (преломление основной темы в цвете, широкое применение цветовых фильтров и ракурсов через стёкла и двери).

## Интерпретации
Политическая
Политически ангажированные критики в Польше, учитывая исторический контекст выхода фильма, видят в рассказе о двух Верониках аллегорию жертвы, принесённой Польшей в годы «железного занавеса» ради благополучия Западной Европы, включая и сестру Польши по тяге к свободе — Францию. При этом отмечается, что западная и восточная части Европы, подобно двум Вероникам, неполны друг без друга. Дополнительным аргументом в пользу историко-политической интерпретации служит то, что Кшиштоф Занусси, выступивший художником-постановщиком «Двойной жизни…», вслед за тем снял откровенно аллегорический фильм «Прикосновение руки» (1992), в котором западного композитора от творческого бессилия спасает молодой музыковед из Кракова. Название же трилогии «Три цвета» прямо отсылает к цветам французского триколора и лозунгу «Свобода, равенство, братство».
Психоаналитическая
Лаканианец Славой Жижек также истолковал «Двойную жизнь…» как аллегорию, но автобиографического свойства. Он видит в двойничестве Вероник отражение расщеплённой психологии режиссёра, который в период создания фильма окончательно перебрался из Польши (с которой связаны его прежние фильмы с привкусом социального реализма) во Францию (где будут сняты «Три цвета» — космополитичный, далёкий от социальных вопросов арт-хаус). Другой автобиографический аспект видят в том, что, подобно своей героине, Кесьлёвский, зная о проблемах с сердцем, выбрал губительное для здоровья служение искусству, что привело его к ранней смерти. Критики сопоставляли режиссёра с Вероникой вопреки тому, что по логике фильма автору скорее соответствует кукольник Александр, в голове которого рождается история, весьма близкая к фабуле самого фильма.
Христологическая
В отличие от своего соотечественника Поланского, отношение Кесьлёвского к религии было лишено и тени иронии. В трактовке кукольника умершая балерина возвращается к жизни как прекрасная бабочка, психея, душа; при этом звучит та самая музыка, под которую оборвалась жизнь Вероники. Сцена её последнего концерта решена таким образом, что вслед за падением героини на пол камера взмывает вверх, парит над зрительным залом и затем наблюдает за происходящим издалека. Нестандартно решена и сцена похорон: камера установлена на гробе, и горсти земли падают прямо на стекло. Иными словами, умирание тела Вероники не означает гибели её души, и зритель по-прежнему смотрит на происходящее её глазами.
В «Двойной жизни…», по признанию режиссёра, он коснулся того, что нельзя сформулировать словами, не впадая в банальность. После смерти Вероники её французская тёзка сообщает отцу, что у неё появилось чувство, будто она не одна в этом мире. Отец признаётся, что он испытывал нечто подобное после смерти её матери. В своей комнате Вероник напряжённо вглядывается в пустоту и пытается окликнуть того невидимого, кто с ней рядом, кто играет с ней в солнечные зайчики. Возможно, этот направляющий её ангел-хранитель — дух умершей Вероники? Марек Хальтоф, специалист по Кесьлёвскому, отмечает, что Вероника возвращается к жизни как «хранитель» своей двойницы весной, в то время как её смерть приурочена к осеннему увяданию природы.
Прочие
Некоторые рецензенты пытались отыскать в фильме назидательный аспект. Так, критик Саймон Уинчел увидел драматизм «Двойной жизни…» в способности Вероник извлекать уроки из несчастливой жизни своей обречённой тёзки. По мнению Аннетты Инсдорф, фильм Кесьлёвского пробуждает в зрителе вопросы о возможности существования у каждого из нас двойника, который самими своими ошибками неведомо для себя готовит наши правильные решения. Влиятельный Роджер Эберт, обсуждая «Двойную жизнь…» в своей книге о великих фильмах XX столетия, наоборот, превозносит ленту за суггестивность. Он выражает благодарность режиссёру за то, что он не разжёвывает суть происходящего, позволяя воображению зрителей домысливать незримые связи.

## Награды
Каннский кинофестиваль (1991)
- Приз ФИПРЕССИ.
- Приз Экуменического жюри.
- Награда Ирен Жакоб в категории «Лучшая актриса».

Международный кинофестиваль в Варшаве (1991)
- Приз зрительский симпатий.

Французский синдикат кинокритиков (1992)
- Награда в категории «Лучший иностранный фильм».

Национальное общество кинокритиков, США (1992)
- Награда в категории «Лучший иностранный фильм».

Награды «Сан-Хорди», Барселона (1993)
- Награда Ирен Жакоб в категории «Лучшая женская роль».